# Odile Kienlen
Odile Kienlen (1895-1945), dite Odette Klein, fut une résistante française, militante de Combat Zone Nord. Comme Jane Sivadon, Anne-Marie Boumier, Anne Noury, c’est une pionnière de Libération Nationale en zone occupée.

## Biographie
Communiste, elle est, selon Mireille Albrecht, la fille de Berty Albrecht, secrétaire à l'École des surintendantes d'usine de la rue Princesse dans le 6e arrondissement de Parisoù cette dernière reprend ses études.
L'école devient un point de ralliement de groupe Combat Zone Nord que rejoint Odile Kienlen.
Henri Devillers, agent de l'Abwehr infiltré dans Combat Zone Nord, trahit le groupe et permet l'arrestation des membres du groupe de l'école des intendantes dont Odile Kienlen et Anne-Marie Boumier le 3 février 1942.
Elles sont incarcérées à la prison de La Santé avant d'être déportées à la prison de Sarrebruck, en Allemagne.
Là, elles passent dix-sept mois avec d'autres accusées avant d'être jugées par la Haute-cour de Berlin qui s'est déplacée.
En mars 1944, elle est envoyée à la prison de travaux forcées de Lübeck, puis à celle de Cottbus.
Le 15 novembre 1944, elle est déportée à Ravensbrück et subira une marche de la mort jusqu'à Mauthausen en mars 1945, où elle meurt d'épuisement le 16 avril.

## Décoration
- Médaille de la Résistance française avec rosette (décret du 25 avril 1946)[7]